# Suzdal (huyện)
Huyện Suzdal (tiếng Nga: ? райо́н) là một huyện hành chính tự quản (raion), của Tỉnh Vladimir, Nga. Huyện có diện tích 16 km², dân số thời điểm ngày 1 tháng 1 năm 2000 là 12000 người. Trung tâm của huyện đóng ở Suzdal'.